# Rheingau Literatur Preis
Der Rheingau Literatur Preis wird seit 1994 im Rahmen des Rheingau Literatur Festivals, das sich an das Rheingau Musik Festival anschließt, verliehen. Mit diesem Literaturpreis werden jährlich Autoren ausgezeichnet, deren „schriftstellerische Prosa in den vergangenen zwölf Monaten die Literaturkritik aufmerksam gemacht hat.“
Das Preisgeld beträgt 11.111 Euro, wovon je 5.000 vom Hessischen Ministerium für Wissenschaft und Kunst sowie vom Rheingau Musik Festival übernommen werden, den Rest steuert der Hauptsponsor bei. Mit der Auszeichnung verbunden ist die Dotation von 111 Flaschen Rheingauer Rieslings, die vom VDP.Rheingau, einem Regionalverband des Verbands Deutscher Prädikatsweingüter (VDP), gestiftet werden.

## Preisträger
- 2025: Jonas Lüscher
- 2024: Matthias Jügler
- 2023: Arno Geiger
- 2022: Katerina Poladjan
- 2021: Judith Hermann
- 2020: Annette Pehnt
- 2019: Dörte Hansen
- 2018: Robert Seethaler
- 2017: Ingo Schulze
- 2016: Saša Stanišić
- 2015: Klaus Modick[1]
- 2014: Stephanie Bart
- 2013: Ralph Dutli
- 2012: Sten Nadolny[2]
- 2011: Josef Haslinger
- 2010: Jochen Schimmang
- 2009: Christoph Peters
- 2008: Ursula Krechel
- 2007: Antje Rávik Strubel
- 2006: Clemens Meyer
- 2005: Gert Loschütz
- 2004: Ralf Rothmann
- 2003: Reinhard Jirgl
- 2002: Robert Gernhardt
- 2001: Bodo Kirchhoff
- 2000: Peter Stamm
- 1999: Thomas Lehr
- 1998: Hella Eckert
- 1997: Thomas Meinecke
- 1996: Herbert Maurer
- 1995: Ulla Berkéwicz
- 1994: Stefanie Menzinger